# Pitangueiras
Pitangueiras este un oraș în Paraná (PR), Brazilia.